# Wigger I.
Graf Wigger I. (* um 930; † 981) war der Stammvater der später (von 1145 an) nach ihrem neuen Stammsitz, der Burg Bilstein westlich von Albungen (einem heutigen Ortsteil von Eschwege) an der Werra, „Grafen von Bilstein“ genannten Familie, die in Thüringen von etwa 967 bis 1301 eine wichtige Rolle spielte. Sein Geschlecht war neben den Ekkehardinern und den Weimarern das dritte große und einflussreiche Grafengeschlecht im Thüringen der damaligen Zeit.

## Leben
Wigger I. war vermutlich der zweite Sohn des Grafen Siegfried von Merseburg aus der Sippe des Markgrafen Gero. Er hatte weitläufigen Besitz und gräfliche Rechte im Eichsfeld und an der mittleren Werra; so unterstanden seiner gräflichen Gerichtsbarkeit auch die thüringischen Güter der Kaiserin Theophanu, darunter Eschwege, Frieda, Mühlhausen und Schlotheim.
Er war Graf der Germarmark (östlich von Mühlhausen), Graf im Weitagau und im Ducharingau (Raum Zeitz-Naumburg), und Vogt des Bistums Zeitz. In der Urkunde von 968, in der Kaiser Otto I. die Stiftung des Erzbistums Magdeburg und dessen Suffraganbistümer Merseburg, Zeitz und Meißen verfügte, wird Wigger als Markgraf bezeichnet; ansonsten ist er immer nur als Graf erwähnt.
Wigger war eine treuer Gefolgsmann der Ottonen, nahm an deren Kriegen gegen die slawischen Stämme teil und wurde auch Graf in den Gauen Plisni und Puonzowa.
Wigger I. und sein älterer Bruder Dedi waren vermutlich die Stifter des Nonnenklosters Drübeck bei Wernigerode, welches Wigger 980 dem König übereignete; allerdings ist ihre Stifterrolle bisher nicht sicher beweisbar.
Wigger starb 981. Sein Sohn Wigger II. beerbte seinen Vater nur teilweise, so als Graf im Westgau (Germarmark) und im Weitagau, während andere große Teile seiner Herrschaft an die Markgrafen Rikdag und Ekkehard I. von Meißen fielen.